# Pablo Montoya
Pour les articles homonymes, voir Montoya.
Pablo Montoya Campuzano, né en 1963 à Barrancabermeja, est un écrivain colombien. Parmi les nombreuses récompenses reçues, il remporte notamment le prix Rómulo Gallegos en 2015 pour son roman Tríptico de la infamia.

## Prix littéraires
- 1993 : Premio del Concurso Nacional de Cuento « Germán Vargas »
- 1999 : Beca para escritores extranjeros, Centre national du livre (France)
- 2000 : Premio Autores Antioqueños
- 2005 : Premio en modalidad de cuento Alcadía de Medellín
- 2007 : Beca de creación Alcadía en Medellín en cuento
- 2008 : Beca de Investigación literaria Ministerio de Cultura de Colombia
- 2012 : Beca de creación Alcaldía de Medellín en novela
- 2015 : Prix Rómulo Gallegos
- 2016: Premio José Donoso
- 2017: Premio de Narrativa José María Arguedas

## Œuvres

### Livres de nouvelles
- 1996 : Cuentos de Niquía
- 1997 : La sinfónica y otros cuentos musicales
- 1999 : Habitantes
- 2001 : Razia
- 2006 : Réquiem por un fantasma
- 2010 : El beso de la noche
- 2010 : Adiós a los próceres
- 2012 : Adagio para cuerdas

### Poésie
- 1999 : Viajeros
- 2007 : Cuaderno de París
- 2007 : Trazos
- 2009 : Sólo una luz de agua: Francisco de Asís y Giotto
- 2014 : Programa de mano
- 2017 : Hombre en ruinas (Homme en ruines, Éditions Mémoire Vivante, Paris)

### Romans
- 2004 : La sed del ojo
- 2008 : Lejos de Roma
- 2012 : Los derrotados
- 2014 : Tríptico de la infamia
- 2018: La escuela de música

### Essais
- 2005 : Música de pájaros
- 2009 : Novela histórica en Colombia 1988-2008: entre la pompa y el fracaso
- 2013 : Un Robinson cercano, diez ensayos sobre literatura francesa del siglo XX
- 2013 : La música en la obra de Alejo Carpentier